# Jack Wagner
Jack Wagner, född 3 oktober 1959 i Washington, Missouri, är en amerikansk skådespelare. Hans stora genombrott kom 1983 i TV-serien General Hospital. 
Wagner har spelat Dr. Peter Burns i TV-serien Melrose Place och sedan 2003 innehar han rollen som Dominick "Nick" Payne Marone i den amerikanska såpoperan Glamour.

## Filmografi, urval
- 1990 – Play Murder for Me
- 1994 – Trapped in Space
- 2000 – Artificial Lies
- 2002 – Cupid's Prey

## TV-filmer, urval
- 1988 – Moving Target
- 1989 – Swimsuit
- 1995 – Lady Killer
- 1996 – Frequent Flyer
- 1997 – Echo
- 1998 – Dirty Little Secret
- 2000 – I höjd med helvetet
- 2002 – Trapped: Buried Alive
- 2003 – Ghost Dog: A Detective Tail
- 2016 – The Wedding March

## TV-serier, urval
- 1982 – A New Day in Eden (TV-serie) (gästroll)
- 1983 – Knots Landing (TV-serie) (gästroll)
- 1983–1995 – General Hospital (TV-serie) – Andrew Jones / Frisco Jones
- 1992–1993 – Santa Barbara (TV-serie) – Warren Lockridge
- 1994–1999 – Melrose Place (TV-serie) – Peter Burns
- 1995 – Sirens (TV-serie) (gästroll)
- 1997 – Lois & Clark (TV-serie) (gästroll)
- 1997 – Sunset Beach (TV-serie) (3 avsnitt)
- 1999 – Touched by an Angel (TV-serie) (gästroll)
- 2000 – Titans (TV-serie) (9 avsnitt)
- 2003–2009 – Glamour (TV-serie) – Nick Marone
- 2009 – Monk (TV-serie) (gäst)

## Diskografi
- 1984 – All I Need
- 1985 – Lighting Up the Night
- 1987 – Don't Give Up Your Day Job
- 1993 – Alone in the Crowd
- 2005 – Dancing in the Moonlight